# Mortadelo (revista)
Mortadelo fue una revista de historietas editada por Editorial Bruguera y luego Ediciones B entre 1970 y 1991, surgida al abrigo de la popularidad lograda por la famosa serie de Ibáñez. La dirigieron, sucesivamente, Vicente Palomares, Jordi Bayona y Armando Matías Guiu. Tuvo tres épocas diferenciadas:

## Primera época: 1970-1983
Las revistas "Mortadelo" y "Super Pulgarcito" vinieron a sustituir en el mercado a Gran Pulgarcito. Dirigida por Vicente Palomares Melo, "Mortadelo" vio la luz el 23 de noviembre de 1970 con un número cero entregado como regalo junto a la revista Tío Vivo (el segundo número valdría ya 6 pesetas). 
"Mortadelo" era una publicación eminentemente comercial, de periodicidad semanal y con 32 páginas (la mitad a todo color y el resto a bicolor) con un formato de 26 x 18 cm. Destacaban, en sus primeros números, las series de Ibáñez, Vázquez, Escobar y sobre todo El Corsario de Hierro, pero contenía otras muchas series:
| Años       | Números | Título                                                               | Historias de "continuará" | Autoría                                  | Procedencia                          |
| ---------- | --- | -------------------------------------------------------------------- | --- | ---------------------------------------- | ------------------------------------ |
| 16/11/1970 | 0-564, ExCar71, ExPri71, ExVer71, Alm72, ExPri72, ExVer72, Alm73, ExPri73, ExVer73, Alm74, ExPri74, ExVer74, ExNav74, ExPri75, ExVer75, ExPri76, ExVer76, Alm77, ExVer77, ExNav77, ExPri78, ExVer78, ExNav78, ExNav79, ExPri80, ExVer80, ExNav80, ExNav81, ExCar82 | Mortadelo y Filemón                                                  | El caso del bacalao (0-3) Chapeau el "esmirriau" (4-14) La máquina del cambiazo (15-19) La caja de los diez cerrojos (20-30) Magín el Mago (31-41) ¡A la caza del cuadro! (42-52) Los inventos del profesor Bacterio (53-63) Gatolandia 76 (64-74) | Francisco Ibáñez                         | "Gran Pulgarcito"                    |
| 16/11/1970 | 0-1, 3-4, 6, 9, 14, 16-17, 23, 25, 29, 32, 34, 111, 127, 130, 135, 143, 181, 233, 237, 239, 263, 265-269, 271-272, 276, 278, 284, 304, 308-310, 372-374, 376-379, 387, 390-391, 397-399, 401-402, 404-405, 407-410, 412, 413-424, 426-427, 461, 479, 481-482, 488-489, 491-494, 502, 528, 531, 569-570, 599, 602, 604, 608-609, 611, 614, 616-618, 620, 622-623, 625, 626-628, 631, 632, 634-636, 638-639, ExCar71, ExPri71, ExVer71, Alm72, ExPri72, ExVer72, Alm73, ExPri73, ExVer73, Alm74, ExPri74, ExVer74, ExNav74, ExPri75, ExVer75, ExPri76, ExVer76, Alm77, ExVer77, ExNav77, ExPri78, ExVer78, ExNav78, ExNav79, ExPri80, ExVer80, ExNav80, ExNav81, ExCar82 | La Panda                                                             | | Roberto Segura                           | "Gran Pulgarcito"                    |
| 16/11/1970 | 0-8, 10-12, 14-24, 26-28, 30-31, 35, 39-43, 45-52, 55-56, 58, 60-63, 69-70, 72, 77, 79-83, 85, 89, 91, 94, 99-101, 110, 117, 123-126, 128-130, 132-133, 136-137, 139-148, 150-152, 157-159, 161, 165, 167-168, 170, 172-176, 178, 180-190, 192-204, 208-226, 228-255, 257-312, 314-315, 317-343, 348, 351, 353-360, 416-418, 426, 465, 475, 477, 480-481, 488-489, 491-493, 495, 497, 499-501, 504, 506-508, 511-522, 523-525, 529, 531, 532-533, 535-544, 548-549, 551-561, 563, 566, 569, 571, 582, 586, 591-592, 601, 603, 607, 609, 611, 613, 615-616, 619, 621, 623-624, 625, 626, 629-630, 632-634, 636, 640, 642, 644, ExCar71, ExPri71, ExVer71, Alm72, ExPri72, ExVer72, Alm73, ExPri73, ExVer73, Alm74, ExPri74, ExVer74, ExNav74, ExPri75, ExVer75, Alm76, ExPri76, ExVer76, Alm77, ExPri77, ExVer77, ExNav77, ExPri78, ExVer78, ExNav78, ExVer80, ExNav80, ExPri81, ExVer81 | Manolón, conductor de camión                                         | | Raf                                      | "Gran Pulgarcito"                    |
| 16/11/1970 | 0-2, 5, 7-8, 11, 15, 18, 20, 22, 24, 26, 30, 33, 37, 40, 46, 54, 56, 59, 128, 129, 135, 141, 181, 216, 225-229, 231, 233-237, 239-242, 244-245, 249, 252, 256, 258-262, 264-269, 271, 274, 280, 282, 287, 289, 298-301, 303, 356, 419-422, 467, 600, ExCar71, ExPri71, ExPri72, ExVer72, Alm73, ExPri73, ExVer73, ExPri74, ExVer74, ExNav74, ExPri75, ExVer75, Alm76, ExPri76, ExVer76, ExPri77, ExVer77, ExPri78, ExVer78 | Pepe Barrena                                                         | | Roberto Segura                           |                                      |
| 16/11/1970 | 0-10, 63-106, 108-151, 169-298 | Astérix                                                              | Astérix en Helvecia (0-10) La residencia de los dioses (63-84) Los laureles del César (85-106) El adivino (108-129) Astérix en Córcega (130-151) Astérix y los normandos (169-190) El escudo arverno (191-212) El regalo del César (213-234) Astérix legionario (235-256) La gran travesía (257-278) Astérix en Bretaña (279-298) | René Goscinny/ Albert Uderzo             | Franco-belga                         |
| 16/11/1970 | 0, 2, 7-62, 65-140, 142, 143-186, 191-193, 219, 232-233, 235, 262-266, 269-270, 272-273, 275-278, 280-281, 283, 291, 296-301, 303, 307, 416-420, 423-426, 475-484, 489, 497-498, 501-529, 532-536, 538-549, 607, 609-611, 614, 616-617, 620, 622-623, 625, 627, 629-630, 635, 637, 645, ExCar71, ExPri71, ExVer71, Alm72, ExPri72, ExVer72, Alm73, ExPri73, ExVer73, Alm74, ExPri74, ExVer74, ExPri76, ExVer76, ExPri77, ExVer77, ExNav77, ExPri78, ExVer78, ExNav78, ExPri79, ExVer79, ExNav79, ExPri80, ExVer80, ExNav80, ExPri81, ExNav81 | La Abuelita Paz                                                      | | Vázquez                                  | "Gran Pulgarcito"                    |
| 16/11/1970 | 0-10, 12-13, 16-22, 25, 29, 153-186, 191-193, 213, 215, 221, 267-270, 273, 276-279, 282-283, 285, 287, 289-291, 299, 301, 615-616, 619, ExCar71, ExPri71, ExPri74, ExVer74, Alm77, ExCar82 | Flash el fotógrafo                                                   | | Raf                                      | "Gran Pulgarcito"                    |
| 16/11/1970 | 0-7, 9-20, 34-39, 41-43, 46, 48-50, 263-266, 269, 271-272, 275, 277-279, 284-285, 289, 291-298, 300-306, 310-316, 318-323, ExCar71, ExPri71, ExVer71, Alm72, ExPri76, ExVer76, ExCar82 | Joe Marmota, el vago de Minessota                                    | |                                          | IPC Media                            |
| 16/11/1970 | 0- | El Corsario de Hierro                                                | La mano azul (0-7) La Vieja Dama del Mar (8-15) Los mercaderes de ébano (16-23) En la boca del lobo (24-31) El secreto de los espejos (32-39) El tesoro de Marco Polo (40-47) El secreto del pergamino (48-55) La pagoda de los mil suplicios (56-63) El prisionero de Argel (64-71) El circo Bambadabum (72-79) Ambición frustrada (80-87) La cautiva de Ispahán (88-95) El boyardo Tamaroff (96-103) Naufragio en las tinieblas (104-111) La tumba flotante (112-119) La cautiva del sultán (120-127) El terremoto (128-135) Conjura en Venecia (136-143) Enigma en los Cárpatos (144-151) Los húsares de la muerte (152-159) El castillo del terror (160-167) Un emir para Talath (168-175) El desquite de Bindambo (176-182) El baile de Benburry Manor (183-191) El fugitivo de Dartmoo (192-199) Rumbo al Nuevo Mundo (200-207) La guerra del Canadá (208-215) Entre dos fuegos (216-223) Los comandos del terror (224-231) El hombre de la cara de oro (232-239) Cayo Calaveras (240-247) El desquite de Zarango (248-255) La isla de los zombies (256-263) El hechizo de Ogambo (264-271) La ribera de Nunca Jamás (272-279) La lucha en Mayapil (280-287) La zíngara de Venecia (288-295) La aldea embrujada (296-303) La boda de Benburry (304-311) La dama de Winterpoole (312-319) La ciudad sitiada (320-327) Lucha hasta el fin (328-335) Una cita en alta mar (336-343) El prisionero del Chacal (344-351) Misterio en la selva (352-359) Tormenta sobre Argel (384-391) La estela del "Courage" (392-399) Golpe de audacia (400-407) Rapto en Venecia (415-416) La fragata misteriosa (418-425) El rapto de la doncella (463-470) Los Buitres del Mediterráneo (483-490) La ciudad olvidada (501-508) Al sur de Krakatoa (529-536) Rescate peligroso (537-544) | Víctor Mora/ Ambrós                      | Nueva                                |
| 16/11/1970 | 0- | Aquiles Talón                                                        | | Greg                                     | Franco-belga                         |
| 16/11/1970 | 0-126, 154-175 | El teniente Blueberry                                                | La mina del alemán perdido (0-22) El espectro de las balas de oro (23-48) Chihuahua Pearl (49-71) El hombre que valía 50.000 dólares (72-94, ExPri72) Por un par de botas (95-126) El fugitivo (154-175) | Jean-Michel Charlier/ Jean Giraud        | Pilote                               |
| 16/11/1970 | 0- | Zipi y Zape                                                          | La vuelta al mundo (4-14) El tonel del tiempo (15-25) Detectives en acción (26-36) Enviados especiales (37-47) El gran safari (48-58) Aprendices al tun tún (59-69) Contamos con vosotros (70-80) Caballeros andantes (81-91) El “spray” mágico (92-102) Estrellas de la publicidad (103-113) Un problema de locomotoras (114-124) Busque, corra y cobre (125-135) Expertos en juguetes (136-146) Guerra al hampa (147-157) Una herencia complicada (158-168) | Escobar                                  |                                      |
| 30/11/1970 | 1-6, 11, 15, 21, ExCar71, ExPri71, Alm72 | Trompinez                                                            | | Castillo                                 |                                      |
| 1970       | 3- | Cuervo Loco, pica pero pica poco                                     | | Reg Parlett                              | IPC Media                            |
| 1970       | 3- | Caco y Coco                                                          | | Luis Allué                               | Nueva                                |
|            | 7-205, 208-218, 220-231, 234, 236-261, 267-268, 271, 274, 279, 282, 284-290, 292-295, 298-299, 302-306, 308-410, 414, 416-423, 425-426, 465-466, 468, 473-486, 488-489, 490, 492-494, 496-499, 501-514, 523-525, 527-543, 545-547, 550-560, 562, 567, 569-572, 579, 581-584, 586, 591-593, 595, 598, 600, 604-606, 608-609, 612-616, 618, 621, 624-628, 630-631, 633, 635-636, 640-641, ExCar71, ExPri71, ExVer71, Alm72, ExPri72, ExVer72, Alm73, ExPri73, ExVer73, Alm74, ExPri74, ExVer74, ExNav74, ExPri75, ExVer75, Alm76, ExPri76, ExVer76, Alm77, ExPri77, ExVer77, ExNav77, ExPri78, ExVer78, ExNav78, ExPri79, ExVer79, ExNav79, ExPri80, ExVer80, ExNav80, ExPri81, ExVer81, Ex25AniTve, ExCar82 | Anacleto, agente secreto                                             | | Blas Sanchís                             | "Super Pulgarcito"                   |
|            | 12, 19, 21, 24, 26, 28, 33, 36, 38, 40, 48, 50- | Segis y Olivio                                                       | | Jaume Rovira                             | Nueva                                |
|            | 23, 31- | Sir Tim O'Theo                                                       | | Raf                                      | Nueva, también en "Súper Pulgarcito" |
| 05/1972-   | 75-105, 108- | El repórter Tribulete                                                | Cifré | "Pulgarcito"                             |                                      |
|            | 81- | Rasputín                                                             | | Schmidt                                  |                                      |
|            | 171, 185- | Feliciano                                                            | | Blas Sanchís                             | "Gran Pulgarcito"                    |
|            | 187-190, 194-200, 202, 204-205, 207-210, 212, 214-227, 233, 234, 235, 238, 240, 251, 259, 262, 264, 265, 266, 267, 268, 270, 271, 274, 277, 279, 283, 284, 286, 293, 294, 295, 296, 297, 299, 302, 303, 304-308, 311-314, 317, 319-320, 322, 328-330, 334, 337, 348-349, 361-362, 377, 381-383, 389-417, 422, 427-428, 434-436, 444, 495, 504, 507, 509-511, 521-523, 526, 528-529, 536, 539, 542, 544, 547, 553, 573, Alm73, ExPri73, ExVer73, Alm74, ExPri74, ExVer74, ExNav74, ExPri75, ExVer75, Alm76, ExPri76, ExVer76, ExPri77, ExVer77, ExNav77, ExPri78, ExVer78, ExPri79, ExNav78, ExPri80, ExNav80, ExPri81, ExNav81 | Topolino                                                             | | Figueras                                 |                                      |
| 19/08/1974 | 195-264, 281-375, 452-462 | Comanche                                                             | Red Dust (195-210) La estrella manchada (211-218) La revuelta del hambre (219-241) Los lobos de Wyoming (242-264) Cielo sangriento sobre Laramie (281-306) Desierto sin luz (307-329) Furia rebelde (330-352) El dedo del diablo (353-375) Los sheriffs (452-462) | Greg/ Hermann                            | Franco-belga                         |
|            | 231, 236, 246, 255, 267, 270, 309- | Rudesindo el bucanero, un tipo de cuerpo entero                      | | Peñarroya                                |                                      |
| 29/12/1975 | 266-280 | Astroman                                                             | Un mundo para sobrevivir (266-280) | Mora/ Cuyás                              |                                      |
|            | 287, 292, 295-297, 302-303, 305-306, 308, 312-313, 318-319, 321, 323-333, 337-338, 340-347, 349-359, 363, 367, 370-376, 378-402, 404-415, 418-423, 425-427, 429-433, 435, 444-447, 449-450, 452, 474-481, 483, 485, 503-506, ExVer79, ExVer80, ExNav81 | Fantasmas de alquiler                                                | |                                          | IPC                                  |
| 1977       | 307, 329, 335, 351, 367- | Constancio Plurilópez                                                | | Varios guionistas/ Tran                  | También en "Súper Mortadelo"         |
|            | 360-383 | El Corsario Negro                                                    | La promesa del Corsario Negro (360-367) En pos de una venganza (368-375) El triunfo del Corsario Negro (376-383) | Cassarell/ Carrión, Porto                |                                      |
| 6/2/1978   | 376-450 | Bruno Brazil                                                         | Jaque a la mafia (376-398) La primera aventura del Comando Caimán (399-416) Doble o nada para "Alak 6" (417-429) Dossier Bruno Brazil (430-440) La ciudad petrificada (441-450) | Louis Albert/ William Vance              | Tintín                               |
| 15/05/1978 | 390, 407, 409, 410, 412, 418- | Don Percebe y Basilio, cobradores a domicilio                        | | Rojas de la Cámara                       | También en "DDT"                     |
| 1981       | 428-447 | Neronius                                                             | | Blareau/ Pierre Guilmard                 | Tintín                               |
|            | 430- | Tete Gutapercha                                                      | | Tran                                     |                                      |
| 16/04/1979 | 438-468, 471-477, 481-487, 521-528 | Jan Europa                                                           | El hombre que regresó de la muerte (438-453) Los guardianes del poder (454-461) Operación Aristóteles (462-468) Europa está en peligro (471-477) Enanos y… gigantes (481-487) El medallón de Nadara (521-524) ¡La ciudad perdida! (525-528) | Edmond                                   | Nueva                                |
| 16/04/1979 | 438 | Deliranta Rococó                                                     | | Varios guionistas/ Schmidt               | También en "Súper Mortadelo"         |
|            | 469-480, ExNav79 | Patrick Leman                                                        | Razzia mortal (469-473) Pánico en la pista (478-480) | Denayer/ Vasseur                         |                                      |
|            | 490-520 | El imperio trigano                                                   | Primer libro (490-496) Los enmascarados (497-500) Las cinco pruebas del emperador (509-520) | Mike Butterworth/ Don Lawrence           |                                      |
|            | 540, 542-544, 565 | Atasco-star                                                          | | Franckfurt (Rafael Vaquer/ Alfons López) |                                      |
| 08/06/1981 | 550- | El Mini Rey                                                          | | Joan March                               | También en "Súper Mortadelo"         |
|            | 562 | Kriss Boyd                                                           | Ataque misterioso (562-567) Operación Tecrón (ExNav81) Dos mundos (ExCar82) | Zeccara                                  |                                      |
|            | 574-597 | En el corazón del infierno (574-584) Caza a la prehistoria (587-597) | S.O.S. dossier ecológico | Pérez Navarro/ Jesús Redondo             |                                      |
|            | 579- | Popeye el marino                                                     | | Sagendorf                                |                                      |
|            | 580- | Yolanda                                                              | | Joan Nebot                               |                                      |
|            | 623 | Sinforoso Caradura                                                   | | Colomer                                  |                                      |

Alcanzó el número 645.

## Segunda época: 1984-1986
En enero de 1984 y bajo la dirección de Jordi Bayona Url se inició una segunda etapa, resultado de la fusión con "Super Mortadelo", de la que mantiene la numeración:
| Años    | Números | Título                                         | Historias                                                 | Autoría              | Procedencia                     | Tipo       |
| ------- | ------- | ---------------------------------------------- | --------------------------------------------------------- | -------------------- | ------------------------------- | ---------- |
| 01/1984 | 1 a     | Mortadelo y Filemón                            | La estatua de la libertad (núm. 167 a 174) Los Ángeles 84 | Francisco Ibáñez     |                                 |            |
| 1984    | 156 a   | Doctor Impossible                              |                                                           | Edmond               | Nueva                           |            |
|         | 170 a   | Exterminius                                    |                                                           |                      | Syndication International, 1984 | Fotonovela |
| 01/1984 | 171,    | Deliranta Rococó                               |                                                           | Schmidt              |                                 |            |
| 01/1984 | 171 a   | Segis y Olivio                                 |                                                           | Jaume Rovira         |                                 |            |
| 01/1984 | 171 a   | 13, Rue del Percebe                            |                                                           | Francisco Ibáñez     |                                 |            |
| 01/1984 | 171 a   | Camelio Majareto                               |                                                           | Jaume Ribera/Schmidt |                                 |            |
| 01/1984 | 171 a   | Carpanta                                       |                                                           | Escobar              |                                 |            |
| 01/1984 | 171 a   | Bruce Wee, el invencible                       |                                                           |                      | Syndication International, 1984 |            |
| 01/1984 | 171,    | Maff y Osso                                    |                                                           | Jiaser               |                                 |            |
| 01/1984 | 171 a   | El Capitán Pantera                             |                                                           | Carrillo             |                                 |            |
| 01/1984 | 171 a   | El Mini Rey                                    |                                                           | Joan March           |                                 |            |
| 01/1984 | 172 a   | Los señores de Alcorcón y el holgazán de Pepón |                                                           | Segura               |                                 |            |
| 01/1984 | 172 a   | Neronius                                       |                                                           | Jesús de Cos/Esegé   |                                 |            |
|         |         | Tranqui y Tronco                               |                                                           | Joan March           | "Super Mortadelo"               |            |
|         |         | El vecino de abajo                             |                                                           |                      |                                 |            |
|         |         | El hombre de negro                             |                                                           | Neville Wilson       | Thompson, 1984                  |            |
| 1986    | 256-    | Los casos del inspector Yes                    |                                                           | Vázquez              | Nueva                           |            |

La revista cerró en 1986, junto a su editorial. Alcanzó 277 números.

## Tercera época: 1987-1991
Ediciones B la retomaría entre 1987 y 1991, a un precio de 140 pesetas. En esta última fase, publicaron nuevos autores como Joaquín Cera, Maikel, Marco, Miguel o Juan Carlos Ramis.
| Años | Números | Título                                        | Historias | Autoría                                      | Procedencia                   |
| ---- | ------- | --------------------------------------------- | --- | -------------------------------------------- | ----------------------------- |
| 1987 | 1 a     | Mortadelo y Filemón                           | El rayo transmutador (núm. 1 a 7) La banda de Matt U' Salen (núm. 8 a 14) El "lavador" de cerebros (núm. 15 a ) Armas con bicho (núm. 100 a ) | Jaume Ribera/Bruguera Equip/Francisco Ibáñez |                               |
| 1987 | 1 a     | Deliranta Rococó                              | | José María Echauri/Schmidt                   |                               |
| 1987 | 1 a     | Don Percebe y Basilio, cobradores a domicilio | | A. Matías Guiu/Rojas de la Cámara            |                               |
| 1987 | 1 a     | Tranqui y Tronco                              | | Joan March                                   |                               |
| 1987 | 1 a     | Los Especialistas, S. L.                      | | Maikel                                       |                               |
| 1987 | 1 a     | Don Furcio Buscabollos                        | |                                              |                               |
| 1987 | 1 a     | Hugh el troglodita                            | | Gosset                                       |                               |
| 1987 | 1 a     | Pepe Trola                                    | | Jesús de Cos/Jiaser                          |                               |
| 1987 | 1 a     | 13, Rue del Percebe                           | | Francisco Ibáñez                             | Reedición                     |
|      |         | Pafman                                        | | Joaquín Cera                                 | Nuevo                         |
|      |         | La tribu terrible                             | | Gordon Bess                                  | Tira de prensa estadounidense |
|      |         | Fernández                                     | | Jesús de Cos/Miguel                          | Nueva                         |
|      |         | Alfalfo Romeo                                 | | Ramis                                        | Nuevo                         |
|      |         | Segis y Olivio                                | | Jaime Rovira                                 |                               |
|      |         | Las hermanas Gilda                            | |                                              |                               |
|      |         | Cebolleta                                     | | Vázquez                                      | Reedición                     |
|      |         | Los Ñam Ñam                                   | | Claire Bretécher                             | Francesa                      |
|      |         | Porrambo                                      | | Marco                                        | Nuevo                         |
|      |         | Lupo Alberto                                  | | Silver                                       | Italiana                      |
|      |         | Sporty                                        | | Ramis                                        | Nuevo                         |

## Premios
- Aro de Oro en 1972, 1973, 1974 y 1975
- Aro de Plata en 1971 y 1976